# Johann Balthasar Braun
Johann Balthasar Braun (* 1643/1644 in Amöneburg; † 4. November 1688 in Salzburg) war ein deutscher Jurist und Hochschullehrer.

## Leben
Johann Balthasar Braun aus Amöneburg in Hessen besuchte das Jesuitenkolleg in Fulda und studierte Rechtswissenschaften in Marburg (1660), Gießen (1661) und Würzburg (1670), wo er zum Doktor beider Rechte promoviert wurde. Seine Grabinschrift nennt auch Mainz und Heidelberg als Studienorte, jedoch ist er in den dortigen Universitätsmatrikeln nicht zu finden.
1671 auf den Lehrstuhl für die  Institutiones an der Benediktineruniversität Salzburg berufen, hielt er dort am 13. Januar 1672 seine Antrittsvorlesung. Nach dem Tod des Professors Christoph Bluemblacher 1674 erhielt er auf seinen Antrag hin vom Erzbischof die besser bezahlte Professur der Pandekten und wurde nach dem Tod des Professors Hermann Hermes auf die am höchsten dotierte Professur des Codex und des deutschen Staatsrechts befördert. Fünfmal war er Dekan der juristischen Fakultät und wurde am 19. November 1675 zum hochfürstlich salzburgischen Rat ernannt.
Als Professor war Braun sehr beliebt, seine Vorlesungen wurden von den Studenten, darunter auch die späteren Professoren Robert König und Joseph Bernhard Gletle, immer gut besucht. Mitschriften seiner Vorlesungen sind in der Universitätsbibliothek Graz erhalten.
Er starb nach dreimonatigem Krankenlager am 4. November 1688 im 45. Lebensjahr in Salzburg und wurde am nächsten Tag unter großer Anteilnahme der Studenten im Sacellum in einem Erdgrab beigesetzt. Seine Witwe Maria Susanna Khnoblach († 4. Mai 1736), Tochter des Generaleinnehmers Marzellin Khnoblach, ließ ihm unter der Orgelempore ein marmornes Epitaph setzen. Die Brüder Mezger würdigten ihn mit einem Elogium in der Historia Salisburgensis. Brauns Historia Augusta, eine Kaisergeschichte in Kurzbiographien nach dem Vorbild Plutarchs, reichend von Cäsar bis in seine Zeit, wurde erst zehn Jahre nach seinem Tod gedruckt.

## Werke
- Historia Augusta, Seu Vitae Romanorum Caesarum à Cajo Julio Caesare usque Ad modernum gloriosissimè Imperantem Leopoldum.  Augustae Vindelicorum & Dilingae, Sumptibus Joannis Caspari Bencard, 1698 (Digitalisat, Bayerische Staatsbibliothek)